# Frank O'Connor
Charles Francis "Frank" O'Connor (22. září 1897 Lorain, Ohio – 7. listopadu 1979 Upper East Side, New York) byl americký herec, malíř, rančer, pěstitel květin a manžel filozofky Ayn Randové. Svou kariéru zahájil v Hollywoodu ve 20. letech 20. století, kde se objevil jako komparzista i ve vedlejších rolích. Jeho filmografie zahrnuje například roli Jakea Canona v dramatu As Husbands Go (1933), ale snad jeho nejvýznamnější životní událostí během hollywoodského období bylo v roce 1926 setkání se svou budoucí ženou při natáčení filmu The King of Kings (1927) od Cecilla De'Mille. Oženil se s ní 15. dubna 1929. Jeho žena často opakovala, že O'Connor byl zásadní inspirací pro postavy jejích románů, především Howarda Roarka a Johna Galta, které vnímala jako ztělesnění svých filozofických ideálů.

## Rančerství
Po přestěhování do Kalifornie v roce 1943 si Frank O'Connor a Ayn Randová pořídili dům v San Fernando Valley, navržený architektem Richardem Neutrou a žili zde mezi lety 1943–1951. Tato modernistická rezidence, původně postavená pro režiséra Josefa von Sternberga, se nacházela na třinácti akrech půdy v oblasti Chatsworth, severu Los Angeles. O'Connor zde vedl život rančera a zahradníka, pěstoval různé rostliny, včetně tolice vojtěšky, bambusu, ostružin, kaštanů, granátových jablek. Zvláštní pozornost věnoval šlechtění květin, přičemž ve skleníku vyšlechtil nové odrůdy straček a mečíků, které pojmenoval 'Lipstick' a 'Halloween'.

## Malířství
O'Connor byl mezi lety 1955–1966 členem Art Students League of New York, kde měl vlastní ateliér a později se stal členem její správní rady. O'Connorovým malířským instruktorem byl Robert Brackman, což dokládá jejich přátelská korespondence, konkrétně vánoční přání, které Brackman poslal Ayn Randové a Frankovi O'Connorovi uchované v Ayn Rand Archive. Jedním z O'Connorových nejznámějších děl je olejomalba Man Also Rises byla použit jako obálka pro 25. výroční vydání románu The Fountainhead v roce 1968 (podle slov Randové obraz zachycuje soumrak, který pozorovali v San Franciscu).

### Seznam děl

#### Diminishing returns[5]
Popis: Obraz je kombinací realistických a fantazijních prvků. Ústředním motivem je dřevěný manekýn usazený na lesklém bubnu v hravém postavení. Okolo figury se vznáší barevné, kovové baňky. Jejich rozložení kopírující v pozadí vzdálené mraky, které prchají do pravé strany obrazu. Takto je u nich naznačen stejný pohyb. Dvě baňky leží na zemi, jedna z nich je rozbitá a zajímavě kontrastuje s ostatními: její lesklý povrch je vnitřní, zatímco vnějšek je matný. Povrch bubnu odráží okolní tvary a barvy baněk v jednolitém pozadí a zdůrazňuje tím jejich přítomnost. Nad celou scénou odplouvá další baňka spolu s oblakem. Kompozice je zasazena na hnědé skalní plošině vysoko nad mořem, které se v dálce třpytí v odstínech modré a bílé.

#### Man Also Rises[2]
Popis: Olejomalba zachycuje tmavě červenou strukturu budovy tyčící se vysoko nad městem. Na pozadí je k moři klesající slunce obklopené temnými mraky. Prosvítají pouze paprsky zachycené jako jednolité bílé pruhy dopadající na horizont oceánu a o něj se lomí. Přenáší se a rozptylují dál po mořské hladině, přebírají azurovou barvu a odhalují září v lesklém inkoustovém šeru jednotlivé drobné vlny.

##### Nude(1960)[6]
Popis: V obraze převládá realismus. Zezadu zachycuje sedící ženu, která se opírá levou rukou o sedadlo. Ze stejné strany přichází světlo. Výrazným prvkem díla je pozornost k zachycení stínů na lidské kůži.

###### The Mandarin[7]
Popis: Zobrazuje starou ženou s tmavou barvou pleti. Její pozice je pevná až přísná, výraz vážný a strnulý v zamyšlení. Výrazné je zachycení látky a jí tvořeného stínu.